# 4469 Utting
4469 Utting (1978 PS4) là một tiểu hành tinh vành đai chính được phát hiện ngày 1 tháng 8 năm 1978 bởi Đài thiên văn Perth ở Bickley.